# Tiroler Kogel
Tiroler Kogel är en bergstopp i Österrike. Den ligger i distriktet Sankt Johann im Pongau och förbundslandet Salzburg, i den centrala delen av landet. Toppen på Tiroler Kogel är 2 322 meter över havet. Tiroler Kogel ingår i Tennengebirge.
Den högsta punkten i närheten är Hochpfeiler, 2 410 meter över havet, söder om Tiroler Kogel. Närmaste samhälle är Steinwender, nordväst om Tiroler Kogel. 
I omgivningarna runt Tiroler Kogel förekommer i huvudsak av kala bergstoppar och alpin tundra. I dalgångarna finns blandskog.